# Nagpur
Nāgpur pronunciationⓘ (Marathi:नागपूर) là thành phố lớn thứ 3 ở bang Maharashtra phía Tây Ấn Độ, sau hai thành phố Mumbai và Pune với dân số 2,1 triệu theo điều tran dân số năm 2001, Nagpur là vùng đô thị lớn thứ 13 Ấn Độ năm 2001 và hàng đầu ở vùng Vidarbha phía Đông của bang Maharashtra. Nagpur cũng là thủ phủ thứ hai của bang, nơi kỳ họp mùa Đông của Hội đồng Lập pháp bang Maharashtra được tổ chức. và là thủ phủ hành chính của Nagpur District và Nagpur Division. Về mặt so sánh toàn cầu, Nagpur có được ước đoán xếp thứ 114th và xếp thứ 143 trong các vùng đô thị lớn nhất thế giới năm 2006 về mặt dân số. Nagpur cũng là có tầm quan trọng về địa lý vì nó nằm ở trung tâm Ấn Độ với trung tâm địa lý của quốc gia này (cây số 0) nằm ở đây. Ngoài ra, Nagpur nổi tiếng Ấn Độ là trung tâm thương mại cho các loại cam chất lượng cao trồng ở các khu vực xung quanh và vì vậy, thành phố cũng có tên gọi là Santra Nagari (tiếng Marathi có nghĩa là 'Thành phố Cam'). Gần đây, thành phố này đã kỷ niệm 300 năm ngày thành lập.

## Địa lý và khí hậu
Nagpur có diệntích khoảng 220 km² và có tọa độ địa lý 21° 06' Vĩ Bắc và 79° 03' E Kinh Đông, độ cao 310 m so với mực nước biển. Tọa lạc xa các nguồn nước chính của trung tâm bán đảo Ấn Độ, khí hậu của Nagpur khô và ẩm ướt nhẹ trong năm trừ mùa mưa. Thành phố Nagpur có lượng mưa hàng năm 1.205 mm (47.44 in) chủ yếu giữa các tháng 6 và 9. Lượng mưa lớn nhất ghi nhận được là 304 mm vào ngày 14 tháng 6 năm 1994. Mùa Hè từ tháng 3 đến tháng 6 với nhiệt độ cao nhất vào tháng 5, với nhiệt độ ban ngày có thể vượt qua mức 40 °C (104 °F). Mùa Đông từ tháng 11 đến tháng giêng với nhiệt độ dưới 10 °C (50 °F). Nhiệt độ cao nhất ghi nhận được ở thành phố này là 48.6 °C (119.5 °F) on 1954-05-26, còn thấp nhất là 3°C.
| Dữ liệu khí hậu của Nagpur (Sân bay quốc tế Dr. Babasaheb Ambedkar) 1971–1990 | Dữ liệu khí hậu của Nagpur (Sân bay quốc tế Dr. Babasaheb Ambedkar) 1971–1990 | Dữ liệu khí hậu của Nagpur (Sân bay quốc tế Dr. Babasaheb Ambedkar) 1971–1990 | Dữ liệu khí hậu của Nagpur (Sân bay quốc tế Dr. Babasaheb Ambedkar) 1971–1990 | Dữ liệu khí hậu của Nagpur (Sân bay quốc tế Dr. Babasaheb Ambedkar) 1971–1990 | Dữ liệu khí hậu của Nagpur (Sân bay quốc tế Dr. Babasaheb Ambedkar) 1971–1990 | Dữ liệu khí hậu của Nagpur (Sân bay quốc tế Dr. Babasaheb Ambedkar) 1971–1990 | Dữ liệu khí hậu của Nagpur (Sân bay quốc tế Dr. Babasaheb Ambedkar) 1971–1990 | Dữ liệu khí hậu của Nagpur (Sân bay quốc tế Dr. Babasaheb Ambedkar) 1971–1990 | Dữ liệu khí hậu của Nagpur (Sân bay quốc tế Dr. Babasaheb Ambedkar) 1971–1990 | Dữ liệu khí hậu của Nagpur (Sân bay quốc tế Dr. Babasaheb Ambedkar) 1971–1990 | Dữ liệu khí hậu của Nagpur (Sân bay quốc tế Dr. Babasaheb Ambedkar) 1971–1990 | Dữ liệu khí hậu của Nagpur (Sân bay quốc tế Dr. Babasaheb Ambedkar) 1971–1990 | Dữ liệu khí hậu của Nagpur (Sân bay quốc tế Dr. Babasaheb Ambedkar) 1971–1990 |
| Tháng                                                                         | 1                                                                             | 2                                                                             | 3                                                                             | 4                                                                             | 5                                                                             | 6                                                                             | 7                                                                             | 8                                                                             | 9                                                                             | 10                                                                            | 11                                                                            | 12                                                                            | Năm                                                                           |
| ----------------------------------------------------------------------------- | ----------------------------------------------------------------------------- | ----------------------------------------------------------------------------- | ----------------------------------------------------------------------------- | ----------------------------------------------------------------------------- | ----------------------------------------------------------------------------- | ----------------------------------------------------------------------------- | ----------------------------------------------------------------------------- | ----------------------------------------------------------------------------- | ----------------------------------------------------------------------------- | ----------------------------------------------------------------------------- | ----------------------------------------------------------------------------- | ----------------------------------------------------------------------------- | ----------------------------------------------------------------------------- |
| Cao kỉ lục °C (°F)                                                            | 36.6 (97.9)                                                                   | 39.2 (102.6)                                                                  | 45.0 (113.0)                                                                  | 46.1 (115.0)                                                                  | 47.8 (118.0)                                                                  | 47.7 (117.9)                                                                  | 40.6 (105.1)                                                                  | 37.8 (100.0)                                                                  | 38.9 (102.0)                                                                  | 39.5 (103.1)                                                                  | 35.6 (96.1)                                                                   | 39.7 (103.5)                                                                  | 47.8 (118.0)                                                                  |
| Trung bình ngày tối đa °C (°F)                                                | 28.7 (83.7)                                                                   | 31.2 (88.2)                                                                   | 36.2 (97.2)                                                                   | 40.7 (105.3)                                                                  | 42.4 (108.3)                                                                  | 37.5 (99.5)                                                                   | 31.6 (88.9)                                                                   | 30.5 (86.9)                                                                   | 32.3 (90.1)                                                                   | 32.7 (90.9)                                                                   | 30.4 (86.7)                                                                   | 28.1 (82.6)                                                                   | 33.5 (92.3)                                                                   |
| Trung bình ngày °C (°F)                                                       | 20.8 (69.4)                                                                   | 23.2 (73.8)                                                                   | 27.7 (81.9)                                                                   | 32.5 (90.5)                                                                   | 35.1 (95.2)                                                                   | 31.9 (89.4)                                                                   | 27.9 (82.2)                                                                   | 27.1 (80.8)                                                                   | 27.7 (81.9)                                                                   | 26.4 (79.5)                                                                   | 23.0 (73.4)                                                                   | 20.4 (68.7)                                                                   | 27.0 (80.6)                                                                   |
| Tối thiểu trung bình ngày °C (°F)                                             | 12.9 (55.2)                                                                   | 15.1 (59.2)                                                                   | 19.2 (66.6)                                                                   | 24.3 (75.7)                                                                   | 27.8 (82.0)                                                                   | 26.3 (79.3)                                                                   | 24.1 (75.4)                                                                   | 23.6 (74.5)                                                                   | 23.1 (73.6)                                                                   | 20.0 (68.0)                                                                   | 15.5 (59.9)                                                                   | 12.6 (54.7)                                                                   | 20.4 (68.7)                                                                   |
| Thấp kỉ lục °C (°F)                                                           | 3.9 (39.0)                                                                    | 5.0 (41.0)                                                                    | 8.3 (46.9)                                                                    | 13.9 (57.0)                                                                   | 19.4 (66.9)                                                                   | 20.0 (68.0)                                                                   | 19.4 (66.9)                                                                   | 18.3 (64.9)                                                                   | 16.6 (61.9)                                                                   | 11.6 (52.9)                                                                   | 6.7 (44.1)                                                                    | 5.5 (41.9)                                                                    | 3.9 (39.0)                                                                    |
| Lượng Giáng thủy trung bình mm (inches)                                       | 16 (0.6)                                                                      | 22 (0.9)                                                                      | 15 (0.6)                                                                      | 8 (0.3)                                                                       | 18 (0.7)                                                                      | 168 (6.6)                                                                     | 290 (11.4)                                                                    | 291 (11.5)                                                                    | 157 (6.2)                                                                     | 73 (2.9)                                                                      | 17 (0.7)                                                                      | 19 (0.7)                                                                      | 1.094 (43.1)                                                                  |
| Số ngày mưa trung bình (≥ 1.0 mm)                                             | 1.8                                                                           | 2.2                                                                           | 1.9                                                                           | 1.2                                                                           | 2.9                                                                           | 11.4                                                                          | 17.5                                                                          | 16.5                                                                          | 10.4                                                                          | 4.0                                                                           | 1.3                                                                           | 1.1                                                                           | 72.2                                                                          |
| Độ ẩm tương đối trung bình (%)                                                | 54                                                                            | 43                                                                            | 30                                                                            | 24                                                                            | 27                                                                            | 55                                                                            | 77                                                                            | 80                                                                            | 74                                                                            | 61                                                                            | 55                                                                            | 56                                                                            | 53                                                                            |
| Số giờ nắng trung bình tháng                                                  | 272.0                                                                         | 268.3                                                                         | 287.6                                                                         | 290.8                                                                         | 293.8                                                                         | 186.6                                                                         | 115.4                                                                         | 116.7                                                                         | 182.5                                                                         | 260.4                                                                         | 264.1                                                                         | 268.8                                                                         | 2.807                                                                         |
| Nguồn 1: NOAA                                                                 |                                                                               |                                                                               |                                                                               |                                                                               |                                                                               |                                                                               |                                                                               |                                                                               |                                                                               |                                                                               |                                                                               |                                                                               |                                                                               |
| Nguồn 2: India Meteorological Department (record high and low up to 2010)     |                                                                               |                                                                               |                                                                               |                                                                               |                                                                               |                                                                               |                                                                               |                                                                               |                                                                               |                                                                               |                                                                               |                                                                               |                                                                               |